# Shahrestān di Farsan
Lo shahrestān di Farsan (farsi شهرستان فارسان) è uno dei 7 shahrestān della provincia di Chahar Mahal e Bakhtiari, in Iran. Il capoluogo è Farsan.